# Ушбулак (Алакольський район)
Ушбула́к (каз. Үшбұлақ) — село у складі Алакольського району Жетисуської області Казахстану. Адміністративний центр Ушбулацького сільського округу.
До 1992 року село мало назву Глиновка.
Населення — 705 осіб (2021; 1011 у 2009, 1573 у 1999, 1735 у 1989).